# Musée grégorien profane
Le Musée grégorien profane est un des musées du Vatican. Il abrite une collection d'antiquités qui faisait autrefois partie du musée du Latran, au Palais du Latran (qui fait partie de l'État de la Cité du Vatican. Il a été fondé par le pape Grégoire XVI, le 16 mai 1844, puis a été transféré au Vatican même sur décision du pape Jean XXIII, et profondément réorganisé à l'initiative de Paul VI en 1970.
Le musée comprend des objets qui, pour la plupart, sont issus des fouilles faites dans les États pontificaux au fil des siècles.

## Description

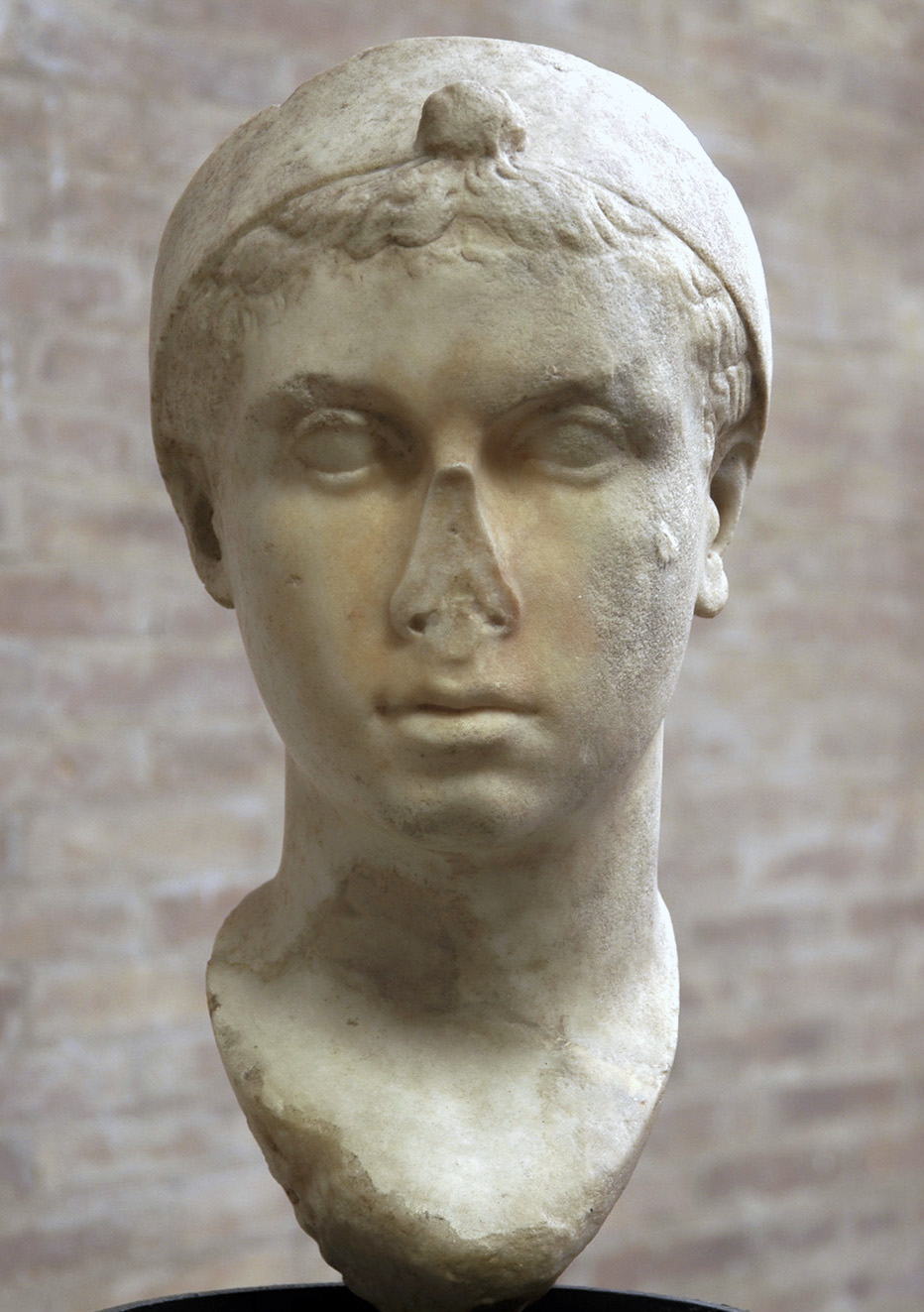
Cléopâtre. Original (daté 46-44 AEC) ou réplique (milieu du Ier siècle EC), marbre, H. 39 cm.

Il est divisé en cinq sections principales:
- Section I : recueil de fragments de sculptures et de reliefs à partir d'originaux grecs du Ve – IVe siècles av. J.-C. ;
- Section II : recueil de copies, ou des reconstitutions romaines d'époque impériale (Ier – IIIe siècles apr. J.-C.) d'originaux grecs ;
- Section III : expositions de sculptures romaines du Ier siècle et du début du IIe siècle, classées par ordre chronologique, en particulier les bustes et, parmi eux l'Ara dei Vicomagistri ;
- Section IV : galerie des sarcophages, classés par thème ;
- Section V : expositions des œuvres de sculpture romaine des IIe et IIIe siècles.

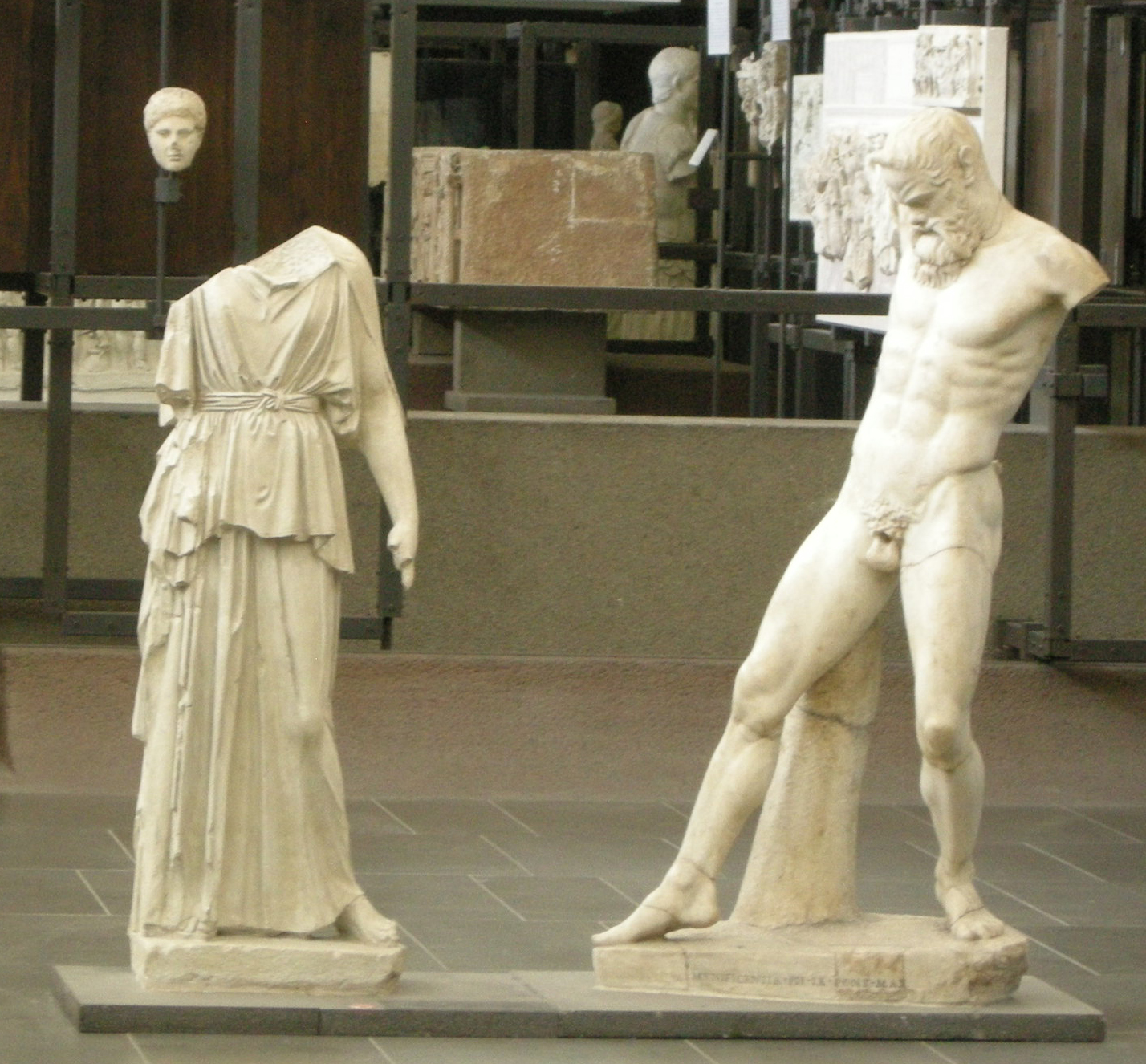
Copie romaine d’Athéna et Marsyas de Myron.

Parmi les œuvres exposées, se trouve la copie romaine du groupe Athéna et Marsyas de Myron (environ 450 av. J.-C.), et un portrait de Sophocle, d'un original grec du IVe siècle. En outre, un grand espace est dédié au département lapidaire hébraïque, qui rassemble 137 inscriptions en grec ou en Latin sur les pierres tombales de la catacombe de Monteverde, découverte en 1602, mais explorée en 1904-1906, avec des trouvailles allant des Ier – IIIe siècles.